# Ксьонженца-Весь
Ксьонженца-Весь (пол. Książęca Wieś) — село в Польщі, у гміні Жміґруд Тшебницького повіту Нижньосілезького воєводства.
Населення — 96 осіб (2011).
У 1975-1998 роках село належало до Вроцлавського воєводства.

## Демографія
Демографічна структура станом на 31 березня 2011 року:
|          | Загалом | Допрацездатний вік | Працездатний вік | Постпрацездатний вік |
| -------- | ------- | ------------------ | ---------------- | -------------------- |
| Чоловіки | 50      | 10                 | 34               | 6                    |
| Жінки    | 46      | 11                 | 23               | 12                   |
| Разом    | 96      | 21                 | 57               | 18                   |